# Gylippus caucasicus
Gylippus caucasicus är en spindeldjursart som beskrevs av J. Birula 1907. Gylippus caucasicus ingår i släktet Gylippus och familjen Gylippidae.

## Underarter
Arten delas in i följande underarter:
- G. c. caucasicus
- G. c. koenigi